# Prefektura Halkidika
Halkidika je jedna od grčkih prefektura, dio periferije Središnja Makedonija.

## Općine i zajednice
| Općina           | YPES kod | Sjedište (ako je različito) | Poštanski broj | Pozivni broj |
| ---------------- | -------- | --------------------------- | -------------- | ------------ |
| Anthemountas     | 5201     | Galatista                   | 630 73         | 2371         |
| Arnaia           | 5202     |                             | 630 47         | 2372         |
| Kallikrateia     | 5204     | Nea Kallikrateia            | 630 80         | 2399         |
| Kassandra        | 5205     | Kassandreia                 | 630 77         | 2399         |
| Moudania         | 5206     | Nea Moudania                | 632 00         | 2373         |
| Ormylia          | 5207     |                             | 630 71         | 2371         |
| Pallini          | 5208     | Chaniotis                   | 630 85         | 2374         |
| Panagia          | 5209     | Megali Panagia              | 620 76         | 2373         |
| Poligiros        | 5210     |                             | 631 00         | 2371         |
| Sithonia         | 5211     | Nikiti                      | 630 88         | 2375         |
| Stagira-Akanthos | 5212     | Ierissos                    | 630 72         | 2377         |
| Toroni           | 5213     | Sykia                       | 630 72         | 2375         |
| Triglia          | 5214     | Nea Triglia                 | 630 79         | 2375         |
| Zervochoria      | 5203     | Palaiochora                 | 630 73         | 2371         |

## Pokrajine
- Pokrajina Halkidika - Polygyros
- Pokrajina Arnaia

Napomena: Pokrajine nemaju više nikakav pravni značaj u Grčkoj.